# Курашасай (село)
Курашасай (каз. Құрашасай) — бывшее село в Актюбинской области Казахстана. Находилось в подчинении городской администрации Актобе. В 2018 году стало жилым массивом города Актобе в составе Алматинского административного района. Входило в состав Нового сельского округа. Код КАТО — 151039200. С 24 декабря 1943 по 1959 год имел статус рабочего посёлка.

## Население
В 1999 году население села составляло 2497 человек (1227 мужчин и 1270 женщин). По данным переписи 2009 года, в селе проживало 1109 человек (529 мужчин и 580 женщин).